# Auditor (eclesiástico)
Na terminologia eclesiástica, um Auditor (de uma palavra latina que significa "ouvinte") é uma pessoa com autoridade para ouvir casos num tribunal eclesiástico.
Na Igreja Católica Romana, Auditor é a pessoa (homem ou mulher) delegada para reunir as provas (elaboração do processo) para apresentação ao juiz, podendo por isso ser denominado juiz instrutor. A menos que o juiz determine o contrário, o auditor decide quais provas devem ser coletadas e a forma de sua coleta. 
O Auditor foi descrito como “o funcionário judicial imparcial que recolhe todos os documentos necessários ao caso, podendo complementar os atos do caso com novos interrogatórios às partes e testemunhas”. 
O Auditor pode ser escolhido entre os juízes do tribunal, ou entre pessoas, clérigos ou leigos, aprovados pelo Bispo para este cargo. As pessoas escolhidas pelo Bispo devem primar pela boa conduta, prudência e saber. 
A forma como o Auditor conduz o interrogatório das testemunhas está indicada nos cânones 1558-1571 do Código de Direito Canônico.
Sempre que o Ordinário receber informações com pelo menos uma aparência de verdade sobre um delito punível, deverá investigar as circunstâncias pessoalmente ou através de outra pessoa adequada, que terá então os mesmos poderes que um Auditor. Se posteriormente for iniciado um processo judicial, essa pessoa não poderá ser juiz do caso. 
Aos juízes da Rota Romana é atribuído o título de Auditor ou Prelado Auditor. 
Até finais do século XX, o título de Auditor era utilizado no serviço diplomático da Santa Sé para designar um posto superior ao de Primeiro Secretário, mas inferior ao de Conselheiro.

## Igreja da Inglaterra
Na Igreja da Inglaterra, o Auditor é um juiz membro tanto do Arches Court of Canterbury quanto do Chancery Court of York. 